# Mistrzostwa Polski w Judo 2003
47. edycja Mistrzostw Polski w judo odbyła się w dniach 16 – 18 października 2003 roku w Bydgoszczy.

## Medaliści 47 mistrzostw Polski

### Kobiety
| Konkurencja: | Złoto:                                    | Srebro:                                  | Brąz:                                                                 |
| 48 kg        | Anna Żemła-Krajewska Koka Jastrzębie      | Katarzyna Skuła AZS AWF Warszawa         | Katarzyna Pułkośnik UKS Narew Łapy Katarzyna Nowak Polonia Rybnik     |
| 52 kg        | Barbara Bukowska MKS Czechowice-Dziedzice | Iwona Machałek AZS AWFiS Gdańsk          | Oriana Małachowska AZS OŚ Poznań Anna Kasprzyk Gwardia Bydgoszcz      |
| 57 kg        | Inga Gołaszewska Gwardia Warszawa         | Małgorzata Bielak AZS AWFiS Gdańsk       | Monika Cabaj AZS AWFiS Gdańsk Małgorzata Kruza AZS AWFiS Gdańsk       |
| 63 kg        | Weronika Rainczuk Czarni Bytom            | Ewa Iwańska-Wiwatowska Zryw Toruń        | Marzena Węgrzyn AZS Opole Katarzyna Piłocik MKS Czechowice-Dziedzice  |
| 70 kg        | Adriana Dadci AZS AWFiS Gdańsk            | Paulina Rainczuk AZS AWFiS Gdańsk        | Joanna Bednarska AZS AWFiS Gdańsk Beata Rainczuk Czarni Bytom         |
| 78 kg        | Barbara Wójcicka Błękitni Tarnów          | Agnieszka Chlipała Gwardia Bielsko-Biała | Katarzyna Zakolska AZS AWF Wrocław Izabela Lubczyńska AZS AWF Wrocław |
| +78 kg       | Urszula Sadkowska UKS Rekord Olsztyn      | Małgorzata Górnicka AZS AWF Wrocław      | Agnieszka Szymura Polonia Rybnik Magdalena Kozioł AZS AWFiS Gdańsk    |
| open         | Urszula Sadkowska UKS Rekord Olsztyn      | Magdalena Kozioł AZS AWFiS Gdańsk        | Beata Rainczuk Czarni Bytom Adriana Dadci AZS AWFiS Gdańsk            |

### mężczyźni
| Konkurencja: | Złoto:                                | Srebro:                           | Brąz:                                                                    |
| 60 kg        | Artur Kłys Wisła Code Kraków          | Maciej Kostrzewa AZS AWF Warszawa | Marcin Pilarski Czarni Bytom Dariusz Tabisz Śląsk Wrocław                |
| 66 kg        | Tomasz Adamiec UKJ Ryś Warszawa       | Mateusz Michałek Czarni Bytom     | Jakub Bułka Gwardia Opole Tomasz Kręcielewski Gwardia Warszawa           |
| 73 kg        | Krzysztof Wiłkomirski AZS UW Warszawa | Robert Trędowski Gwardia Warszawa | Łukasz Liszek AZS AWFiS Gdańsk Adam Zajkowski WOSW KS Warszawa           |
| 81 kg        | Andrzej Karwacki AZS AWF Wrocław      | Robert Krawczyk Czarni Bytom      | Łukasz Błach Gwardia Wrocław Daniel Mróz AZS AWFiS Gdańsk                |
| 90 kg        | Przemysław Matyjaszek Czarni Bytom    | Piotr Golus Czarni Bytom          | Bronisław Wołkowicz AZS Gliwice Miłosz Haber AZS AWF Wrocław             |
| 100 kg       | Paweł Nastula WOSW KS Warszawa        | Paweł Sitarski Gwardia Warszawa   | Paweł Smoliniec AZS AWFiS Gdańsk Przemysław Jaroszewski Gwardia Warszawa |
| +100 kg      | Janusz Wojnarowicz Czarni Bytom       | Paweł Malowaniec Gwardia Opole    | Grzegorz Eitel Gwardia Warszawa Józef Smoter Śląsk Wrocław               |
| open         | Janusz Wojnarowicz Czarni Bytom       | Piotr Golus Czarni Bytom          | Przemysław Matyjaszek Czarni Bytom Mirosław Wolszczak Śląsk Wrocław      |